# Yamaga (Kumamoto)
Yamaga (山鹿市 Yamaga-shi) er en by i Kumamoto-præfekturet i Japan. Byen blev grundlagt d. 1. april 1954. Borgemesteren er Kensei Nakashima, siden 2005 og i 2017 havde byen 53.404 indbyggere.

## Ekstern henvisning
- Wikimedia Commons har flere filer relateret til Yamaga (Kumamoto)

33°01′03″N 130°41′28″Ø / 33.0175°N 130.69125°Ø